# La loca historia de los tres mosqueteros
La loca historia de los tres mosqueteros es una película cómica española dirigida por Mariano Ozores y protagonizada por el trío de humoristas Martes y trece. Se trata de una parodia del clásico de Alejandro Dumas, Los tres mosqueteros.

## Argumento
La Reina de Francia, Ana de Austria, en un desliz amoroso ha perdido la posesión de un liguero de pedrería que le había regalado su marido. El conspirador Cardenal Richelieu, conocedor de la situación y dispuesto a todo para desprestigiar a la Reina, organiza una fiesta anunciando que en la misma la Reina vestirá el célebre liguero. Ana de Austria se ve obligada, a través de su fiel servidora Constanza, a recurrir a los servicios de los tres mosqueteros para recuperar tan ansiada pieza de lencería.

## Reparto
- Millán Salcedo ... Athos
- Fernando Conde ... Porthos
- Josema Yuste ... Aramis
- Antonio Ozores ... Cardenal Richelieu
- Nadiuska ... Milady de Winter
- Paloma Hurtado ... Ana de Austria
- José Lifante ... Mamón del Horreur
- Adriana Ozores ... Constanza
- Emma Ozores ... Robustiana
- Valeriano Andrés ... Cebadero
- Paco Camoiras ... Agricultor español
- Blaki ... Rumenigen
- Rafaela Aparicio ... Gitana vieja
- Marisa Medina ... Gitana locutora
- Juanjo Menéndez ... Luis XIII
- Ricardo Díaz ... Rochefort
- Adrián Ortega ... Treville
- Alfredo Cernuda ... Criado Richelieu

- Datos: Q5967201